# 脊椎炎
脊椎炎（英語：Spondylitis）是一種發炎引起的椎骨疾病。它算是脊椎病變的一類。在許多情況，脊椎炎會同時影響一個或數個脊椎關節，也被稱為脊椎關節病變。

## 類型
博特氏病是一種結核菌侵犯到脊椎的疾病，特徵是脊椎僵硬、活動會痛、居部會有壓痛、某些椎骨會突出，偶爾會合併腹痛，形成膿瘍和神經麻痺。
僵直性脊椎炎是脊椎骨和薦腸關節的發炎性疾病，因此也算是一種脊椎關節炎。
同時合併椎脊炎和椎間盤間隙發炎時稱為脊椎椎間盤炎。
脊椎炎是背部和頸部疼痛的最常見原因之一，病因是脊椎骨的關節發炎。在還沒完全發病且引起疼痛前，通常無法診斷此病。疼痛通常集中在頸部、肩部和下背等區域，並合併向下延伸的刺痛感。脊椎炎的類型包括頸椎炎（影響頸椎，導致疼痛擴散到頸部和上背）、腰椎炎（引起腰背疼痛）和僵直性脊椎炎（主要影響薦腸關節，但隨疾病變化，也可能引起頸部、下顎、肩關節、髖關節和膝關節的發炎及僵硬）。